# Cures (Sarthe)
Cures és un municipi francès situat al departament del Sarthe i a la regió de País del Loira. L'any 2007 tenia 534 habitants.

## Demografia

### Població
El 2007 la població de fet de Cures era de 534 persones. Hi havia 178 famílies de les quals 32 eren unipersonals (16 homes vivint sols i 16 dones vivint soles), 61 parelles sense fills i 85 parelles amb fills.
La població ha evolucionat segons el següent gràfic:
Habitants censats

### Habitatges
El 2007 hi havia 208 habitatges, 185 eren l'habitatge principal de la família, 13 eren segones residències i 10 estaven desocupats. 206 eren cases i 1 era un apartament. Dels 185 habitatges principals, 149 estaven ocupats pels seus propietaris, 29 estaven llogats i ocupats pels llogaters i 7 estaven cedits a títol gratuït; 1 tenia una cambra, 8 en tenien dues, 23 en tenien tres, 41 en tenien quatre i 111 en tenien cinc o més. 169 habitatges disposaven pel capbaix d'una plaça de pàrquing. A 64 habitatges hi havia un automòbil i a 114 n'hi havia dos o més.

### Piràmide de població
La piràmide de població per edats i sexe el 2009 era:
| Homes | Edats   | Dones |
| ----- | ------- | ----- |
| 0     | 95 o +  | 0     |
| 0     | 90 a 94 | 0     |
| 0     | 85 a 89 | 0     |
| 0     | 80 a 84 | 4     |
| 0     | 75 a 79 | 0     |
| 4     | 70 a 74 | 0     |
| 12    | 65 a 69 | 8     |
| 8     | 60 a 64 | 8     |
| 4     | 55 a 59 | 8     |
| 16    | 50 a 54 | 4     |
| 16    | 45 a 49 | 36    |
| 20    | 40 a 44 | 12    |
| 24    | 35 a 39 | 28    |
| 20    | 30 a 34 | 20    |
| 24    | 25 a 29 | 28    |
| 8     | 20 a 24 | 4     |
| 20    | 15 a 19 | 20    |
| 48    | 10 a 14 | 16    |
| 12    | 5 a 9   | 20    |
| 36    | 0 a 4   | 12    |

## Economia
El 2007 la població en edat de treballar era de 340 persones, 284 eren actives i 56 eren inactives. De les 284 persones actives 268 estaven ocupades (148 homes i 120 dones) i 15 estaven aturades (3 homes i 12 dones). De les 56 persones inactives 19 estaven jubilades, 24 estaven estudiant i 13 estaven classificades com a «altres inactius».

### Ingressos
El 2009 a Cures hi havia 183 unitats fiscals que integraven 548 persones, la mediana anual d'ingressos fiscals per persona era de 17.357 €.

### Activitats econòmiques
Dels 9 establiments que hi havia el 2007, 1 era d'una empresa de fabricació d'altres productes industrials, 3 d'empreses de construcció, 2 d'empreses de comerç i reparació d'automòbils, 1 d'una empresa d'informació i comunicació, 1 d'una empresa immobiliària i 1 d'una empresa classificada com a «altres activitats de serveis».
Dels 3 establiments de servei als particulars que hi havia el 2009, 1 era un paleta i 2 guixaires pintors.
L'únic establiment comercial que hi havia el 2009 era una botiga de mobles.
L'any 2000 a Cures hi havia 21 explotacions agrícoles que ocupaven un total de 1.008 hectàrees.

## Equipaments sanitaris i escolars
El 2009 hi havia una escola elemental integrada dins d'un grup escolar amb les comunes properes formant una escola dispersa.

## Poblacions més properes
El següent diagrama mostra les poblacions més properes.